# Kolačkovský potok
Kolačkovský potok este o arie protejată (arie specială de conservare — SAC, sit de importanță comunitară — SCI) din Slovacia întinsă pe o suprafață de 6,77 ha, integral pe uscat.

## Localizare
Centrul sitului Kolačkovský potok este situat la coordonatele 49°16′21″N 20°39′14″E / 49.272466°N 20.653751°E.

## Înființare
Situl Kolačkovský potok a fost declarat sit de importanță comunitară în septembrie 2015 pentru a proteja 1 specie de animale. Situl a fost protejat și ca arie specială de conservare în octombrie 2017.

## Biodiversitate
Situată în ecoregiunea alpină, aria protejată conține 1 habitat natural: Râuri de munte și vegetația lor lemnoasă cu Myricaria germanica.
La baza desemnării sitului se află o specie protejată de  mamifere: vidră de râu (Lutra lutra).